# 林重庆
林重庆（1943年—），男，上海人，加拿大华裔药学家，中央研究院院士，加拿大盖尔德纳国际奖获得者。